# 75 mm działo bezodrzutowe M20
M20 – amerykańskie działo bezodrzutowe kalibru 75 mm, wykorzystywane w końcowej fazie II wojny światowej, podczas wojny koreańskiej, a na niewielką skalę także podczas wojny wietnamskiej.
Działo przystosowane jest do strzelania pociskami burzącymi (HE), kumulacyjnymi (HEAT) i dymnymi. Długość broni wynosi 2,08 m, a masa 52 kg (masa pocisku, w zależności od typu, od 9,3 do 10,3 kg). Donośność działa wynosi 6,4 km, a przebijalność pancerza do 100 mm. Broń mocowana była na trójnogu (tym samym, którego wykorzystywano do mocowania karabinu maszynowego M1917A1), była też montowana na pojazdach.
Pierwsze egzemplarze broni trafiły do oddziałów frontowych w marcu 1945 roku. Z użycia M20 wycofane zostało na przełomie lat 60. i 70., wraz z pojawieniem się wyrzutni przeciwpancernych pocisków kierowanych.